# Provincia Ardabil
 Ardabil (persană : اردبیل, alt nume Ardebil, nume antic Artavil) este una din cele 30 provincii ale Iranlui și constituie unadin cele trei provincii ale Azerbaidjanlui iranian . Frontierele sale sunt formate de Republica Azerbaidjan la nord, la vest de Azerbaidjan de est și la sud de provincia Zanjan și Gilan. Capitale este orașul Ardabil. Provincia a fost o parte din provincia Azerbaidjanul de est, și prin separare a format o provincie proprie în 1993. Ardabil est locul unde se află sanctuarul și mormântul lui Safi-ad-Din Ishaq, care a dat numele dinastiei safevizilor.